# Софія Мінська
Софія Мінська (бл. 1141 — 5 травня 1198) — королева Данії, дружина данського короля Вальдемара І. Руські літописи Софію не згадують. Основні відомості про неї містяться у данських хроніках (Данських Бартоліанських анналах), працях Саксона Граматика, Адама Бременського і Арнольда Любекського, ісландських королівських сагах.

## Життєпис
Походила з династії Рюриковичів. Про батьків точиться дискусія: за однією версією, була донькою мінського князя Володаря Глібовича і Рикси П'яст, за другою — Володимира Всеволодовича, князя Новгородського. Народилася близько 1141 року. На думку білоруських і шведських дослідників, коли 1147 року Рикса розійшлася з Володарем, а 1148 року вступила в шлюб зі шведським королем Сверкером I, то Софія залишилася з матір'ю.
1154 року відбулися заручини з данським королем, після чого Софія перебралася до Данії. 23 жовтня 1157 року в Віборзі вступила в шлюб з королем Вальдемаром I. Записи про цей шлюб містяться в праці «Слов'янська хроніка» Арнольда Любекського і «Діяннях данців» Саксона Граматика. 
Королева брала активну участь у суспільному житті Данії. У місті Калундборг (лежить на західному березі острова Зеландія) вона побудувала кафедральний собор — єдину середньовічну церкву Скандинавії в візантійському стилі, що збереглася на тепер.
Після смерті короля Вальдемара I в 1182 році Софія одружилася з Людвиком III Побожним, ландграфом Тюрінгії. 1189 році подружжя фактично розлучилося. А 1190 року Софія офіційно розлучилася і повернулася до Данії, де дожила вдовою при синах. Мала титул графині Орламюнде. У статусі королеви-матері Софія помітно впливала на данський двір. Після смерті 1198 року похована поруч з Вальдемаром I в королівській усипальниці в соборі Св. Бенедикта Нурсійського в Рінгстеді (о. Зеландія). Тепер череп королеви Софії експонується в Національному музеї в Копенгагені.

## Родина
1. Чоловік — Вальдемар I, король Данії.
Діти:
- Кнуд VI (1163—1202), король Данії з 1182 до 1202 року
- Вальдемар ІІ (1170—1241), король Данії з 1202 до 1241 року
- Софія (1159—1208), дружина Зігфріда III, графа Орламюнде
- Маргарет (?—?), черниця
- Марія (?—?), черниця
- Гелена (д/н—1233), дружина Вільгельма, герцога Брауншвейг-Люнебурзького
- Рікіса (1190—1220), дружина Еріка X, короля Швеції
- Інгеборга (1175—1236), дружина Філіпа II, короля Франції.

2. Чоловік — Людвіг III, ландграф Тюрингії.
дітей не було.